# I Got Rhythm
I Got Rhythm ist der bekannteste Titel des Librettos aus dem von George Gershwin (Musik) und Bruder Ira Gershwin (Text) verfassten Musical Girl Crazy, das im Jahr 1930 Premiere hatte. Durch viele erfolgreiche Coverversionen entwickelte sich der Titel zum Jazzstandard.

## Entstehung

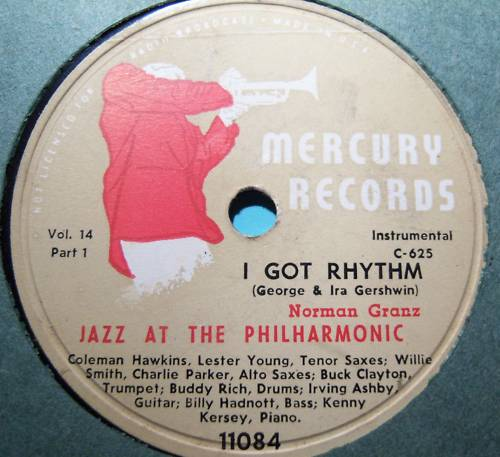
Lester Young, Charlie Parker und Coleman Hawkins u. a. auf der Mercury 78er „I Got Rhythm“ vom JATP-Konzert im April 1946

Die Melodie zu I Got Rhythm begann als langsames Instrumentalstück für Gershwins erfolgloses Musical Treasure Girl vom November 1928, worin es jedoch nicht verwendet wurde. Bereits nach 68 Aufführungen endete das Musical am Broadway.
Komponist George Gershwin verwendete die Melodie mit einem beschleunigten Rhythmus und einem Text von seinem Bruder Ira Gershwin als Teil des nächsten Musicals Girl Crazy. Die Akkordfolge – später bekannt geworden als „Rhythm changes“ – eröffnete Improvisationsmöglichkeiten und war deshalb die Grundlage für viele andere Jazztitel, die künftig folgten. Die englische Bezeichnung Rhythm changes ist missverständlich, da der Rhythmus sich gerade nicht ändert: Die späteren Kompositionen benutzen die changes (Akkordwechsel) des Stückes I Got Rhythm. Die Akkordwechsel der Bridge (Überleitung) werden in zwei Varianten verwendet. Die seltenere bringt vier Takte mit der Subdominante als Tonalitätszentrum und dann vier Takte mit der Dominante als Tonalitätszentrum und je vorangestellten Kadenzen. Die häufigere bringt Dominanten im Quintabstand alle zwei Takte.
Das Hauptmotiv des Songs vermied nun fast gänzlich verlangsamende Downbeats. Die Melodie verwendet vier Noten der pentatonischen Skala. Ira Gershwin hielt die Melodie für schwierig, um dazu einen passenden Text zu verfassen. „Die insgesamt 73 Silben des Refrains auszufüllen, war nicht so einfach wie es klingt. Über zwei Wochen habe ich mit verschiedenen reimfähigen Titeln experimentiert.“

## Funktional-harmonische Analyse
Der Aufbau des Akkordschemas von I Got Rhythm hat an vielen Stellen Eingang in den Jazz gefunden. Ein A-Teil hat acht Takte, die Funktionen je Takt sind:
T (Tonika) | T | T | T | S (Subdominante)| S | T | T .
In der Bridge, dem achttaktigen B-Teil, je Takt:
|[D (Dominante) | D ]|[ D | D ]|[ D | D ]| [D | D ]|
wobei jede Dominante alle zwei Takte im Quintfall (also jeweils wie eine Doppeldominante) von der vorhergehenden erreicht wird. Die erste Dominante steht auf der 3. Stufe der Tonalität und ist die Dominante der Tonikaparallele, der parallelen Molltonart.
Die subdominantische Variante lautet:
| S | S | S | S | D | D | D | D .
Konkret für das folgende Beispiel:
| ZwD | ZwD | S | S | DD | DD | D | D .
Ein explizites Beispiel für den A-Teil:
|| Bb6/  Gm7/ | Cm7/ F7/ | Bb6/  Bb°7b/ | Cm7/ F7/ |
| Bb6/  Bb7/ | Eb6/  Ebm6/ | Bb6/  F7/  |1. Bb6/  F7/ :||
| 2. Bb6/// ||
„1.“ bezeichnet den Takt für den ersten Durchlauf, „2.“ denjenigen für den zweiten und dritten am Schluss. Weiter veränderte Variationen mit ersetzten Akkorden sind üblich.
Der B-Teil:
in der dominantischen Variante (Simples Hörbeispielⓘ)
|| D7/// | D7/// | G7/// | G7/// | C7/// | C7/// | F7/// | F7/// ||
in der subdominantischen Variante
|| Bb7/// | Bb7/// | Eb6/// | Eb6/// | C7/// | C7/// | F7/// | F7/// || 

## Broadway-Musical
Girl Crazy war das letzte erfolgreiche Musical von Gershwin. Die noch unbekannte Ethel Merman wurde Gershwin von dessen langjährigem Musikproduzenten Vinton Freedley vorgestellt, sie konnte bei Proben das hohe C in I Got Rhythm 16 Takte lang halten und war mit ihrer überwältigenden Stimme ein Gewinn für das Musical. Debütantin Ethel Merman sang den Titel in der Broadway-Show Girl Crazy, deren Premiere am 14. Oktober 1930 im Alvin Theatre am Broadway stattfand und es dort auf insgesamt auf 272 Aufführungen mit einem Umsatz von 1 Million Dollar brachte. Merman betont im idealistischen Song, dass sie Rhythmus und Musik (im Blut) und einen Partner habe; mehr möchte sie nicht besitzen, denn wer würde schon mehr verlangen wollen. Bei der Premiere begleitete eine Supergroup des Jazz im Orchestergraben die Sängerin Ethel Merman, weil die Wirtschaftskrise berühmte Jazzer zusammenführte. Unter der Leitung von Red Nichols spielten Benny Goodman, Gene Krupa, Jimmy Dorsey, Glenn Miller oder die Gebrüder Teagarden.

## Erste Plattenaufnahmen

Ethel Smith - I Got Rhythm

Die erste kommerzielle Plattenaufnahme und damit das Original von I Got Rhythm stammt von Fred Rich & Orchestra für Columbia (#2328) und wurde am 20. Oktober 1930 eingespielt, sie konnte jedoch die Hitparade nicht erreichen. Nur drei Tage später verewigte der bei der Theaterpremiere anwesende Red Nichols mit Sänger Dick Robertson am 23. Oktober 1930 eine erste Coverversion, die sich auf Rang 5 der Charts platzieren konnte. Auch hier versammelte er mit Charlie Teagarden (Trompete), Jack Teagarden und Glenn Miller (Posaune), Benny Goodman und Gene Krupa eine Starbesetzung hinter dem Mikrofon. Pianist Luis Russell folgte am 24. Oktober 1930, Ethel Waters am 18. November 1930 (Rang 17). Louis Armstrong spricht am 6. November 1931 in die brillante Aufnahme hinein (Rang 17). George Gershwin selbst spielt den Song auf dem Piano im August 1931 bei der Eröffnung des Manhattan Theatre in New York. Im Jahr 1934 bestätigte Gershwin: „Ich vergesse nie den Eröffnungsabend von Girl Crazy, an dem ich den Nervenkitzel aus der Zuschauerreaktion verspürte, als Ethel Merman I Got Rhythm sang.“ Fats Waller folgte mit seiner Piano-Fassung am 4. Dezember 1935.
Benny Goodman präsentiert I Got Rhythm im legendären Carnegie-Hall-Konzert vom 16. Januar 1938, als Gershwin bereits tot war. Judy Garland stand am 2. November 1943 mit dem Titel vor dem Mikrofon. Organistin Ethel Smith nahm den Titel mit dem Orchester von Victor Young am 24. Oktober 1944 auf. Broadway-Interpretin Ethel Merman selbst brachte ihre Bühnenversion erst am 12. Dezember 1947 für Decca (#24453) auf Platte, I Got Rhythm war inzwischen ihre Erkennungsmelodie und längst zum Evergreen geworden. Gene Kelly sang das Lied tanzend mit Kindern im Romanzenfilm An American in Paris („Ein Amerikaner in Paris“ nach Gershwins Tondichtung „Ein Amerikaner in Paris“), der am 4. Oktober 1951 Premiere hatte und mit 6 Oscars ausgezeichnet wurde.
Weitere Versionen von I Got Rhythm existieren von Count Basie, Cannonball Adderley, Jimmy Dorsey, Ella Fitzgerald, Django Reinhardt, Erroll Garner, Dizzy Gillespie, Coleman Hawkins, Stan Kenton, Glenn Miller, Red Norvo, Mike Oldfield, Bud Powell, Zoot Sims, Art Tatum, Ben Webster, Lester Young, Earl Wild und Brian Wilson.
Die 32-taktige Komposition in AABA-Form wurde zum Lieblingsthema vieler Jazzmusiker, wie Chu Berry und Lester Young, die es beim gemeinsamen Wettstreit als Ausgangspunkte für ihre  Improvisationen nahmen. Charlie Parker verwendete I Got Rhythm als Vorlage vieler seiner Bebop-Head-Kompositionen, so „Chasin´ The Bird“, „Anthropology“ oder „Cheers“.

## Millionenseller

Happenings - I Got Rhythm

Die Popgruppe The Happenings machte den am 8. April 1967 veröffentlichten Titel mit ihren Falsett-Harmonien auf dem kleinen, erst 1966 gegründeten Label B. T. Puppy zum Millionenseller. Die von den Tokens produzierte Version erreichte mit Rang 3 in der Hitparade die beste Platzierung aller Fassungen von I Got Rhythm. Die Version der Happenings bewies einmal mehr, dass gerade in den USA ein Millionenhit nicht unbedingt den ersten Rang der Charts belegen muss. Als ihre Version am 3. Juni 1967 den dritten Rang erreichte, waren die obersten Ränge mit weiteren Millionensellern belegt: auf Platz 2 rangierten die Young Rascals mit Groovin' , der erste Platz war mit Aretha Franklins Respect blockiert. Im Gegensatz zu den USA konnte sich die Single in Großbritannien nicht durchsetzen und erreichte im Mai 1967 lediglich Rang 28 der Hitparade.

## Statistik
Gershwin-Biografin Rosenberg klassifiziert I Got Rhythm als den meistgespielten Jazz-Standard aller Zeiten, vielleicht konkurrierend mit Gershwins Summertime. Beinahe alle Größen des Jazz haben den Titel aufgegriffen, die ASCAP listet im August 2017 insgesamt 100 Versionen auf.